# Pan de aceitunas

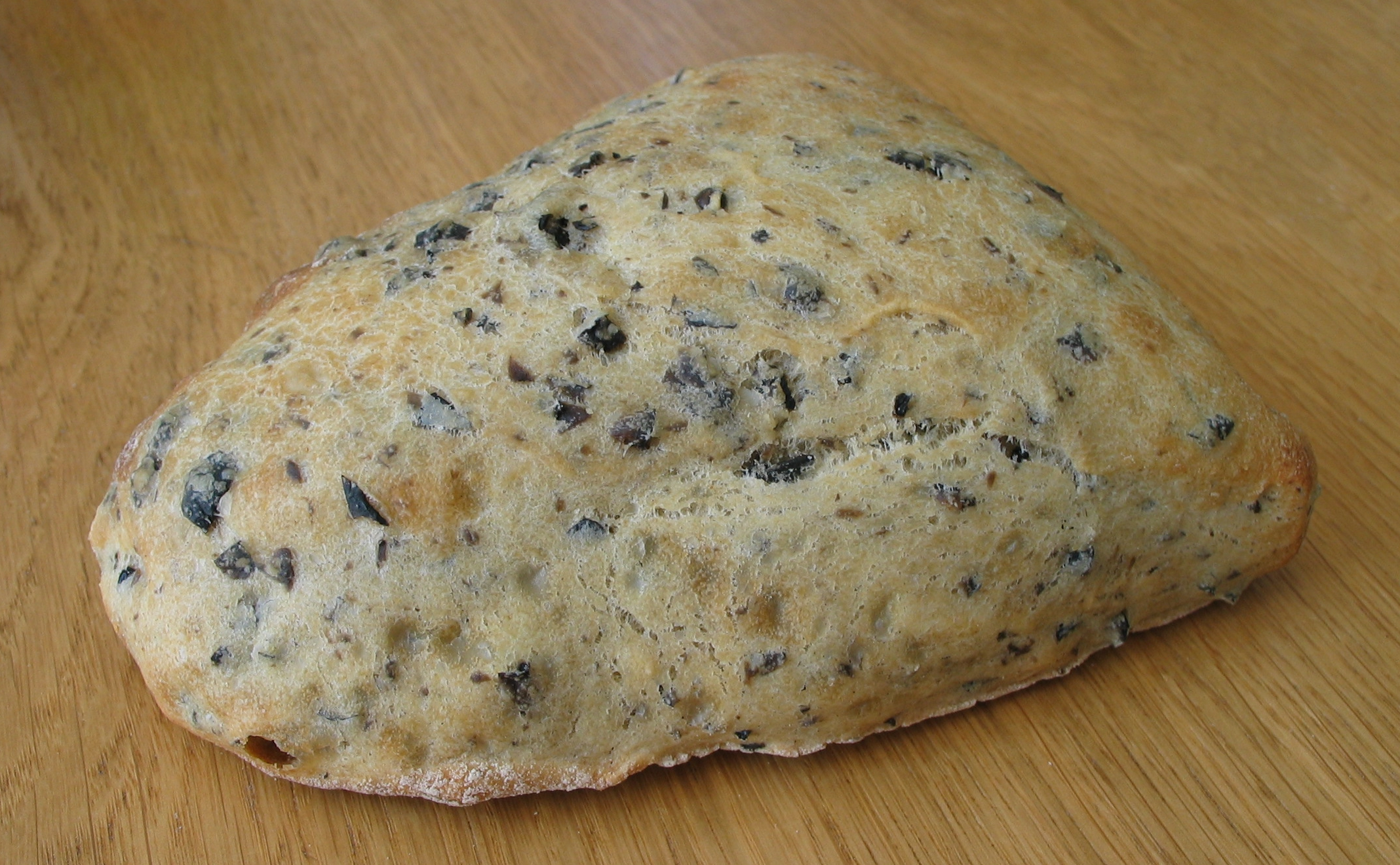
Chapata con aceitunas negras

Las aceitunas son un ingrediente común que se añade a las masas y el pan de aceitunas se puede encontrar en distintos países, sobre todo en el área mediterránea. Típicamente se usan aceitunas negras, aunque también son comunes las verdes. Los panes de aceitunas son, por lo general, panes pequeños y delicados (entre 300 y 400 g), aunque también se le puede agregar aceitunas a una receta de hogaza rústica. La ciabatta y la focaccia italianas son unos panes que a menudo contienen aceitunas. En la Provenza francesa, el pain aux olives se puede encontrar en muchas panaderías, frecuentemente en la forma de fougasse. En España, algunas cocas o tortas de aceite contienen aceitunas. La inclusión de aceitunas hace que la miga sea más húmeda y jugosa, y la corteza más suave. Por esta misma razón es un pan que tiene muy buena conservación, y tarda varios días en asentarse.

## Origen
En el Atlas ilustrado del pan (2014) se explica que «aunque el pan con aceitunas se ha puesto de moda hace unos años, su origen se remonta a la época romana», y es que tanto el pan como las aceitunas eran dos ingredientes esenciales de la dieta romana, y el pan de aceituna era consumido por las legiones. No es de extrañar que los romanos acabasen mezclando ambos alimentos, y también existen menciones al pan de aceitunas en la Antigua Grecia.

## Elaboración
Casi cualquier receta de pan se puede adaptar agregando aceitunas deshuesadas y picadas finamente. También suele incluir aceite de oliva en la masa, que resulta en un pan de miga blanda. Tanto si se usa método directo como indirecto, las aceitunas se agregan al final, durante el amasado. Después las masas se dejan reposar, se dividen, se bolean, se vuelven a dejar fermentar hasta que dupliquen su tamaño, se greñan y se hornean.

## Consumo
Suele acompañar quesos fuertes como el Roquefort o el queso de oveja, así como un vino de la tierra. En El libro del Pan (1989), se sugiere el pan con aceitunas para acompañar comidas al aire libre (como una barbacoa), ensaladas y platos de carne de ave.